# Cichlasoma gephyrum
Cichlasoma gephyrum är en fiskart som beskrevs av Eigenmann 1922. Cichlasoma gephyrum ingår i släktet Cichlasoma och familjen Cichlidae. Inga underarter finns listade i Catalogue of Life.